# Hirsch Glik

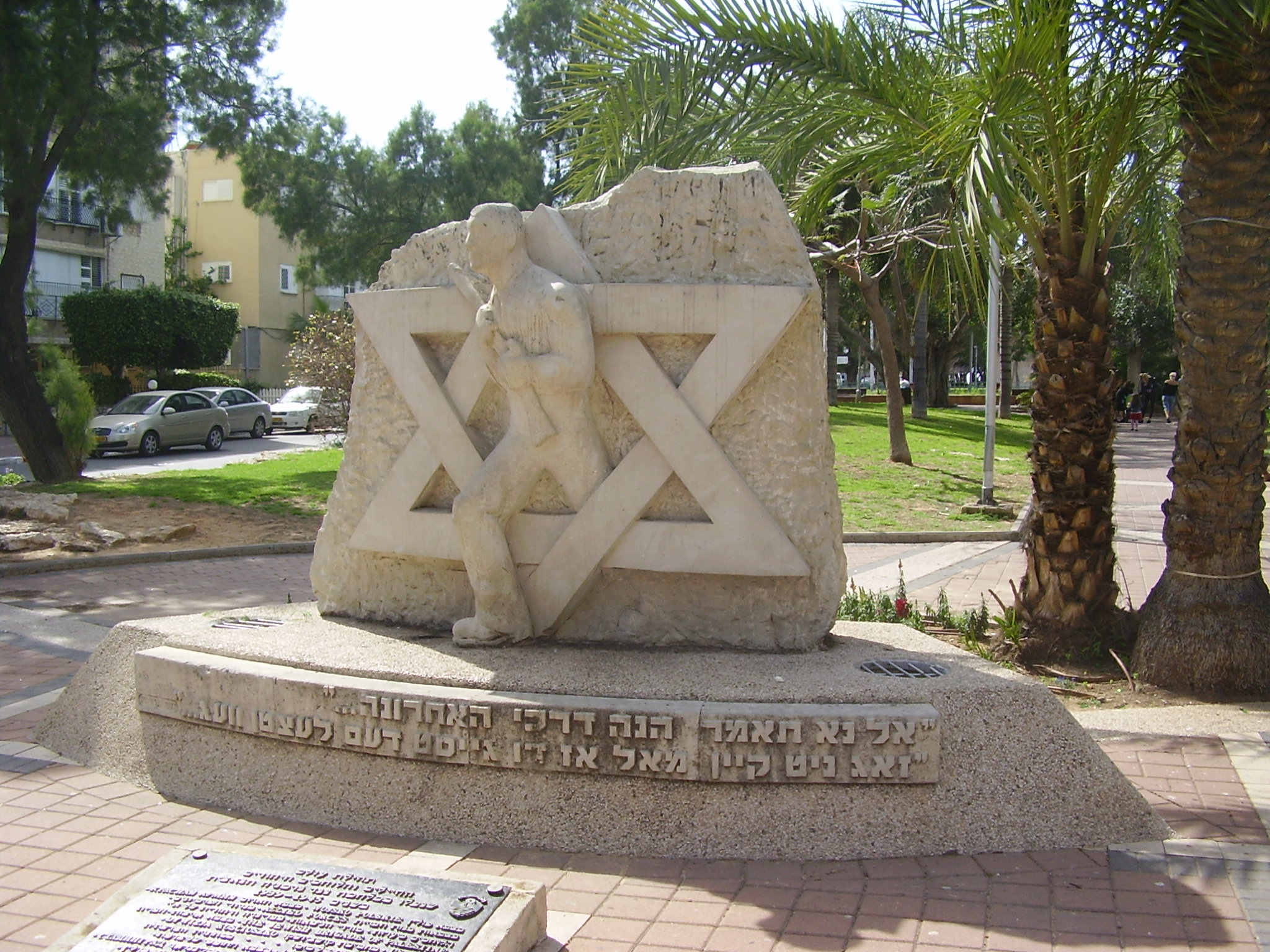
Partisanendenkmal in Bat Yam mit der Inschrift zog nit keynmol, az du geyst dem letstn veg

Hirsch Glik (pol. Hirsz Glik, geboren am 24. April 1922 in Wilna, damals Polen; gestorben 1944 in Estland) war ein jiddischsprachiger Dichter in Nordostpolen bzw. Litauen. Seine vertonten Gedichte und Lieder zählen zu den bekanntesten jiddischen Partisanenhymnen gegen die NS-Terrorherrschaft.

## Leben
Hirsch Glik  wuchs in Wilna auf und schrieb bereits in seiner frühen Jugendzeit Gedichte. Er gehörte als eines der jüngsten Mitglieder der Künstlergruppe Yung Vilne an. Nach dem Überfall der deutschen Wehrmacht auf die Sowjetunion und der Einnahme Wilnas im Juli 1941 wurde Glik, Mitglied der sozialistisch-zionistischen Jugendgruppe Hashomer Hatzair, in das Konzentrationslager Weiße Wache und später mit allen Mitgefangenen in das Ghetto Vilnius gebracht. Dort schloss er sich der Fareinikte Partisaner Organisatzije an, die Lebensmittel, Kleidung, Waffen und Sprengstoff schmuggelte, und nahm 1942 an einem Aufstand im Ghetto teil. Während dieser Zeit schrieb er weiterhin Gedichte und Liedtexte, darunter 1943 als bekannteste die jiddische Partisanenhymne Zog nit keynmol, az du geyst dem letstn veg – Sage niemals, dass du den letzten Weg gehst (zu einer Melodie von Dmitri Jakowlewitsch Pokrass), die Glik laut Kurt Schilde im April/Mai 1943 zu Ehren der Aufständischen des Warschauer Ghettos schrieb, und zwar in einem Zwangsarbeiterlager bei Wilna. Ein weiteres bekanntes Lied ist Shtil, di nakht iz oysgeshternt – Still, die Nacht ist voller Sterne. Hirsch Glik geriet 1944 in deutsche Gefangenschaft und wurde in ein Konzentrationslager in Estland gebracht, von wo ihm die Flucht in die umliegenden Wälder gelang. Kurze Zeit später fiel er im Kampf gegen deutsche Truppen im Alter von 22 Jahren.
In den 1940er und 1950er Jahren gab Nachman Meisel Lieder und Texte Gliks auf Jiddisch heraus. 1966 veröffentlichte der Holocaust-Überlebende und -Historiker Meir Dworzecki ein englischsprachiges Buch zu Glik. Einer breiteren deutschen Öffentlichkeit wurde Glik durch Lutz van Dijks Jugendroman Der Partisan von 1991 bekannt, der Gliks Leben behandelt.

## Texte
- Hirsh Glick: Lider un poemes. Mit an areinfir fun Nachman Meisel. Aber Press, New York 1953 (Digitalisat, jiddisch).